# Öjendorfer Park
Koordinaten: 53° 33′ 28″ N, 10° 8′ 42″ O

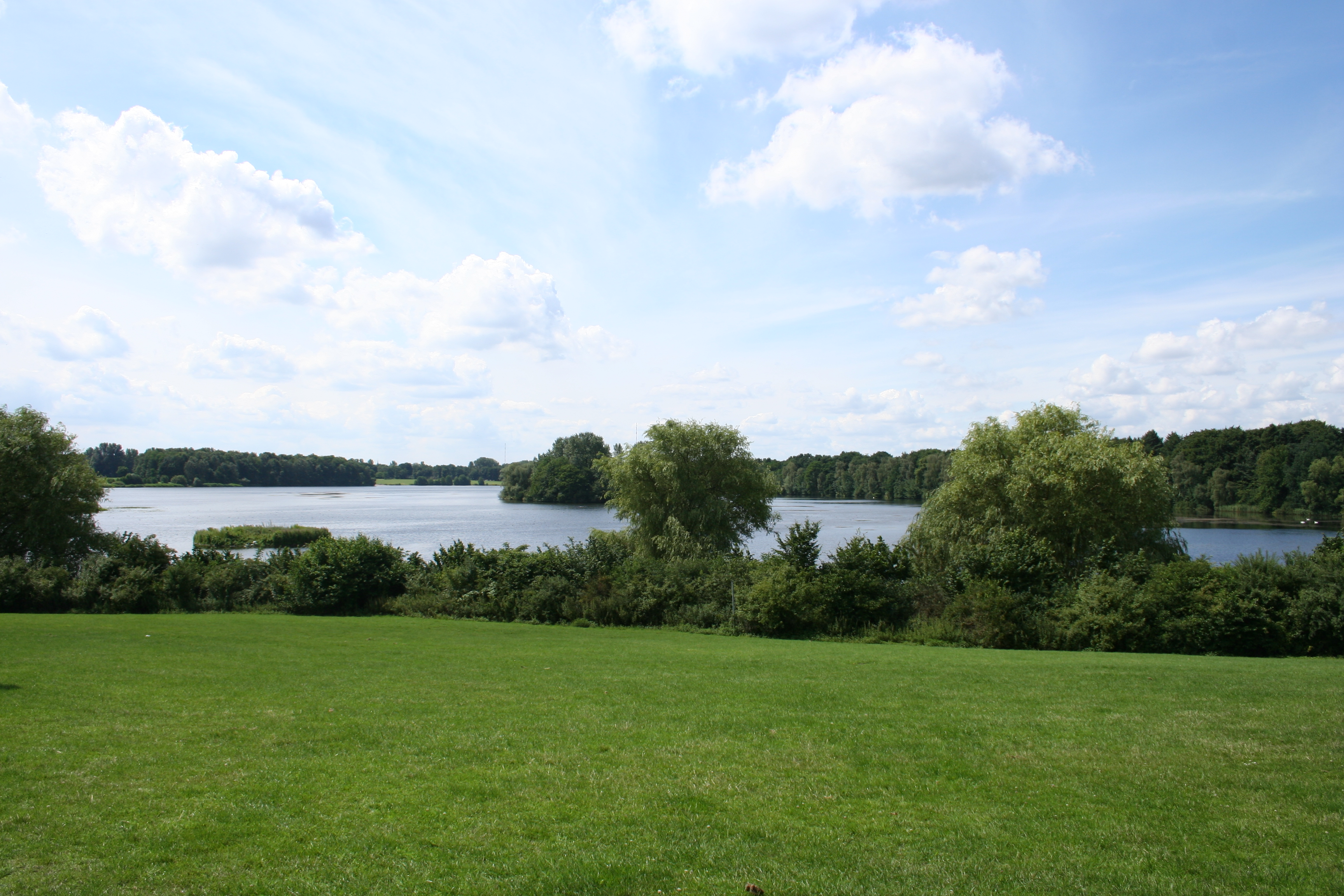
Der Öjendorfer Park im Sommer

Der Öjendorfer Park ist ein unter Denkmalschutz stehender öffentlicher Park im Osten Hamburgs. Der Charakter des Parks wird durch den großen nahezu in seiner Mitte liegenden Öjendorfer See bestimmt.

## Lage
Der Öjendorfer Park liegt am östlichen Rand des Hamburger Stadtteils Billstedt. Seine annähernd rechteckige Fläche erstreckt sich über knapp 140 Hektar und wird eingerahmt vom Friedhof Öjendorf im Westen, der Bundesautobahn 24 im Norden, dem Barsbütteler Weg im Osten und dem Driftredder im Süden. Mit dem Friedhof, dem Tal des Schleemer Bachs, den angrenzenden Kleingärten und weiteren unmittelbar benachbarten Freiflächen bildet er eine geschlossene, fast 400 Hektar große, reichhaltig gestaltete Grünzone.

## Geschichte
Der Park entstand auf ursprünglich landwirtschaftlich genutztem Gebiet, in dem von 1925 bis 1929 eine Sandgrube betrieben wurde. In der bis zu 12 m tiefen Grube deponierte man nach dem Zweiten Weltkrieg von 1950 bis 1953 rund 25 Millionen Tonnen Trümmerschutt aus den zerstörten östlichen Stadtteilen Hamburgs. 1954 füllte man die verbliebenen Teile der Grube mit Wasser aus dem Schleemer Bach. Von 1957 bis 1966 stand auf dem Gelände eine Trümmeraufbereitungsanlage, die Splitt für die Bauwirtschaft lieferte. Mit dem restlichen Material formte man seit 1958 die heutige Parklandschaft um den entstandenen See und begrünte sie schrittweise. Seine endgültige Gestalt erreichte der Park erst 1968.
Das gesamte Parkareal ist unter der Nr. 39042 in die Hamburger Denkmalliste eingetragen.

## Ausstattung
Der Park wird hauptsächlich durch einen Rundweg um den See herum erschlossen. Auf der Westseite des Sees befinden sich die schattigeren und ruhigeren Plätze im Niederwald des Schleemer Baches, die Ostseite des Sees wird von offenen, sonnigen Rasenflächen beherrscht. Die Landschaft des Parks ist hügelig gestaltet und zeigt einen Wechsel aus Wiesen und Wald mit nur geringem Blumenschmuck.
Im Park gibt es zwei Spielplätze, zwei Badestellen, große Liegewiesen, einen Kiosk, einen Minigolfplatz, Tischtennisplatten, Gartenschachanlagen und einen künstlichen Hügel, der im Winter zum Rodeln genutzt wird. Von 1971 bis 2013 gab es auf dem Spielplatz ein großes und beliebtes hölzernes Spielfort, das aus Kostengründen bei der Neugestaltung des Spielplatzes abgerissen wurde.

## Galerie

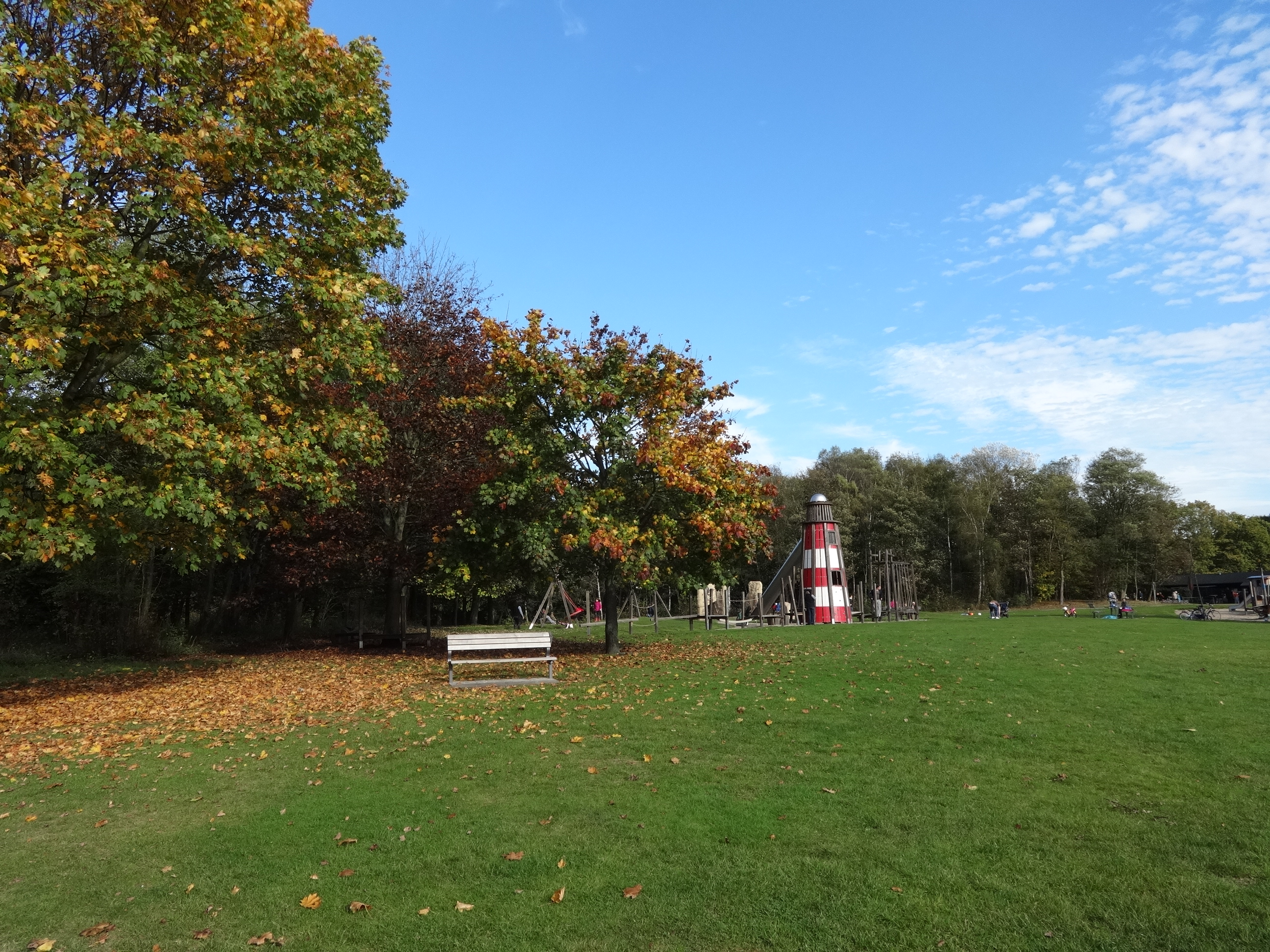
Spielplatz
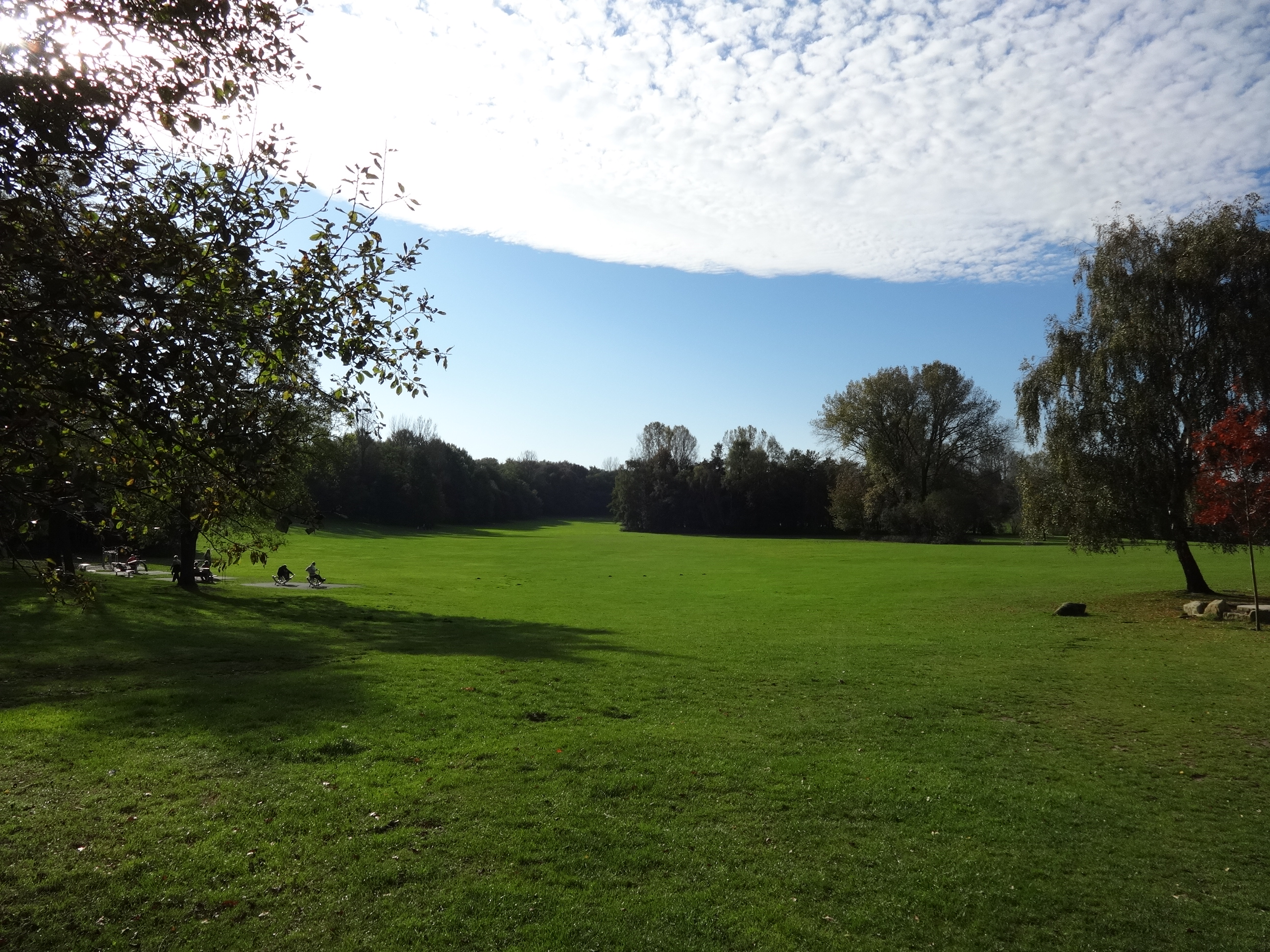
Liegewiese
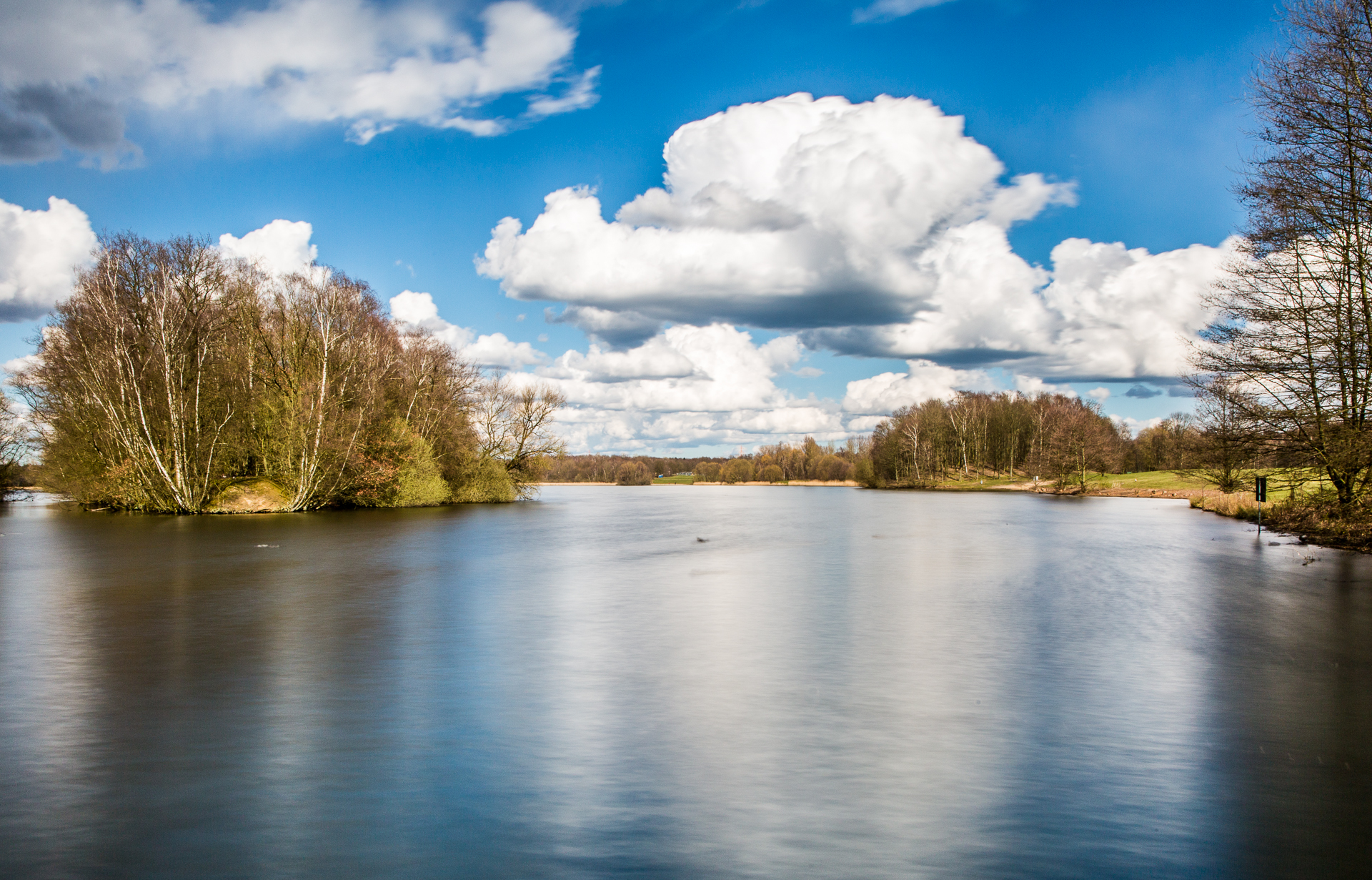
Der See mit Insel
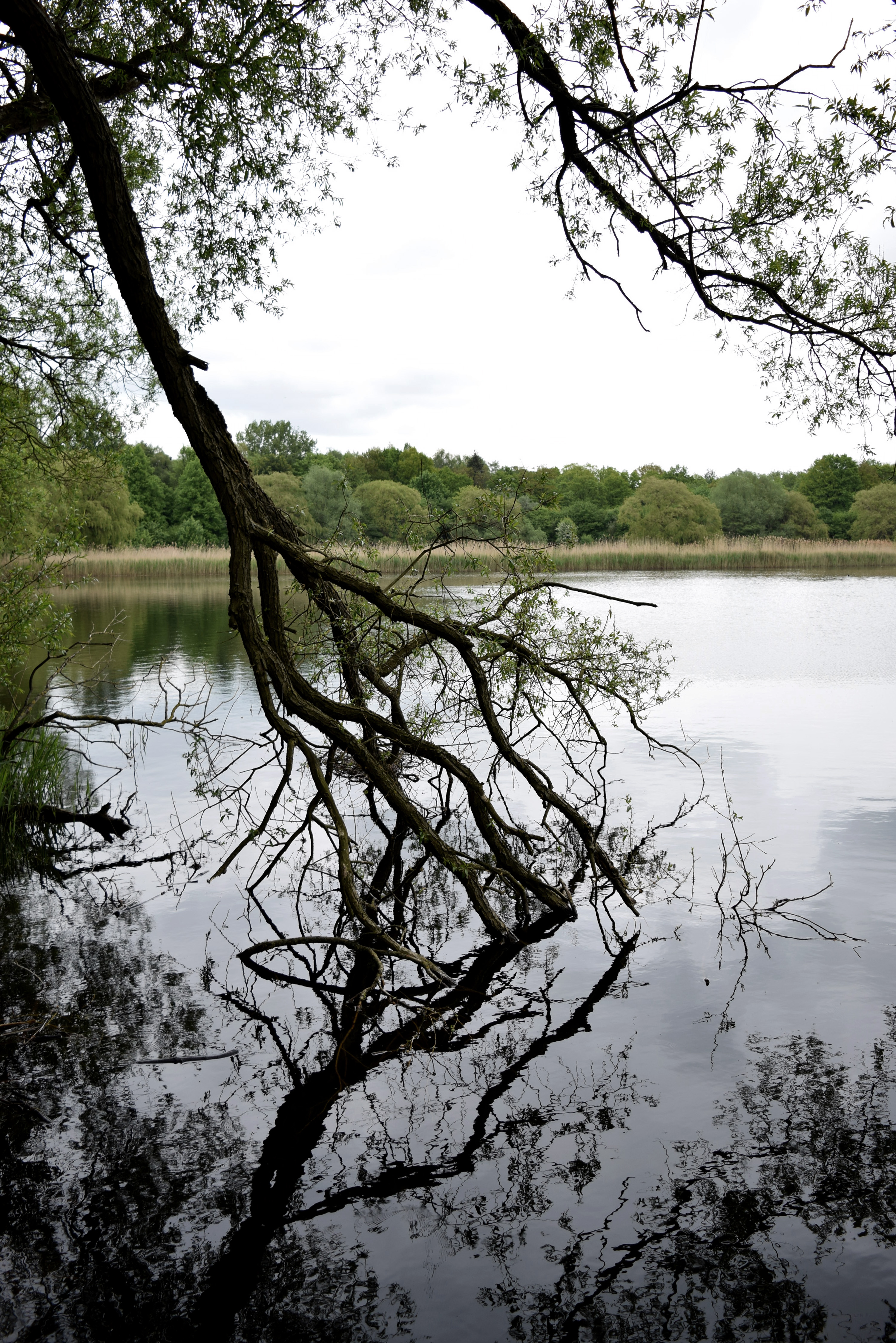
Am Seeufer
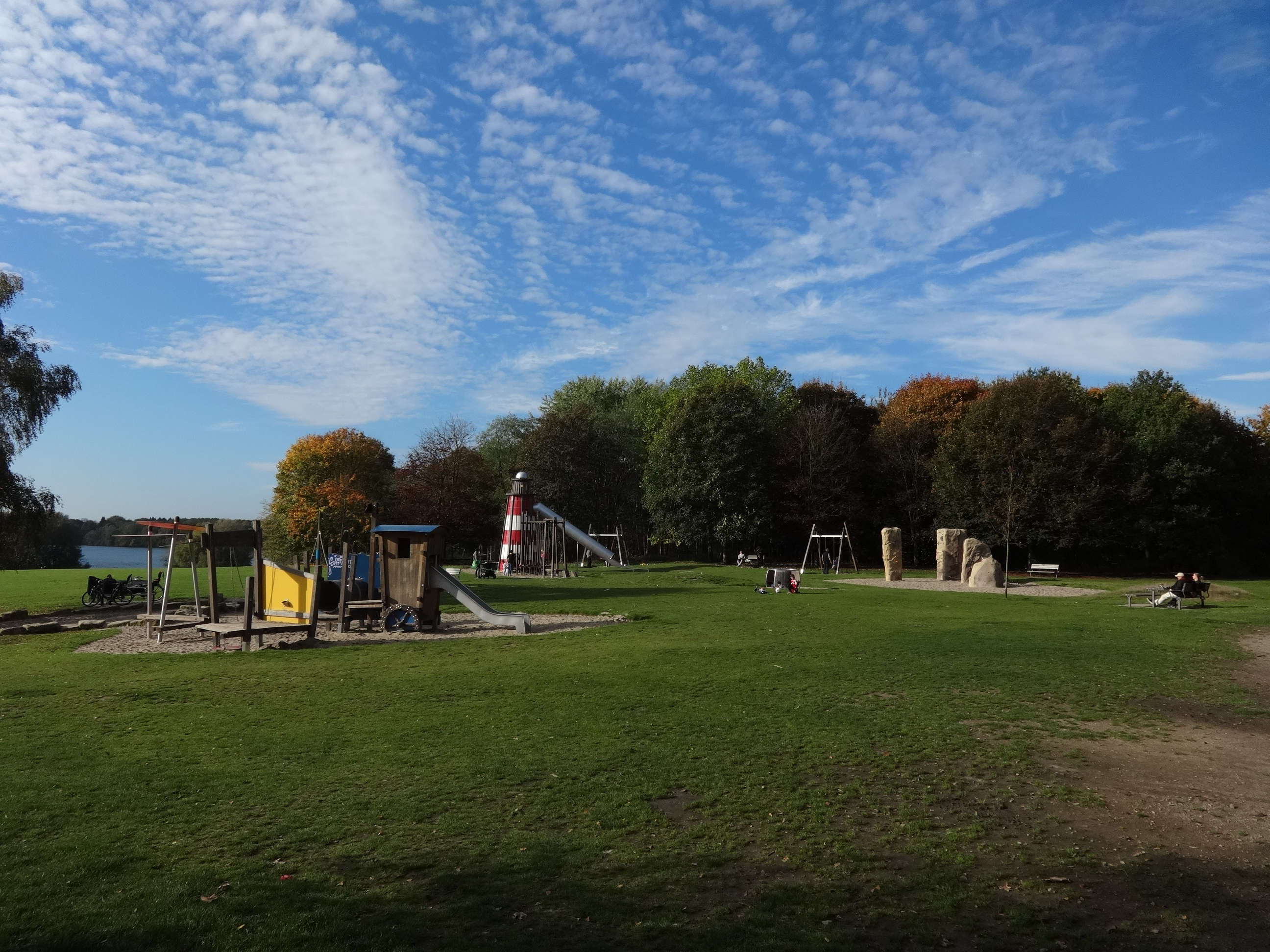
Spielplatz im Osten des Parks